# 2-XL
Il 2-XL è un robottino giocattolo prodotto e distribuito a partire dalla fine degli anni settanta, dal 1978 al 1981 da Mego Corporation, e dal 1992 al 1995 da Tiger Electronics.

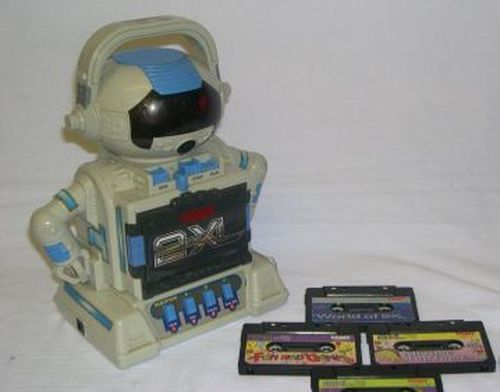
Un esemplare di 2-XL con alcune audiocassette

## Descrizione
(Con questa frase si aprivano tutte le audiocassette della versione italiana del 2-XL.)
Costruito in plastica che contiene un lettore per audiocassette a tracce multiple, ed è in grado di cambiare la traccia in riproduzione "on the fly" mediante la pressione di uno dei quattro appositi tasti. Si potevano acquistare diverse cassette dalla durata di circa trenta minuti, ed ogni cassetta era dedicata ad un tema educativo diverso. La funzione che rese unico questo giocattolo era che durante la narrazione della storia, il robottino porgeva delle domande al giocatore, e mediante la pressione di uno dei bottoni, il giocatore proponeva una risposta, che prontamente il robot avrebbe confermato o corretto. In Italia il gioco è stato distribuito nei primi anni '90 dalla Tiger Electronics.

## Programmi

### Versione italiana
- Il Mondo di 2-XL (Dai 3 anni in su)
- Il mondo delle fiabe (Dai 4 ai 9 anni)
- Il Nostro Pianeta, La Natura, L'Ecologia (Dai 5 ai 9 anni)
- Il Mondo dello sport "(Dai 5 ai 9 anni)"
- Il Mondo della Scienza (Dai 5 ai 9 anni)
- Il Mondo Degli Animali (Dai 5 ai 9 anni)
- Il mondo del mistero (Dai 6 ai 10 anni)
- Alla scoperta del corpo umano (Dai 4 agli 8 anni)
- Viaggio nella Storia (Dai 6 ai 10 anni)
- Viaggi ed esplorazioni (Dai 5 ai 9 anni)
- Giochi ed indovinelli (Dai 4 agli 8 anni)
- Le cose più strane ed incredibili (Dai 5 ai 9 anni)
- Miti e Leggende (Dai 5 agli 8 anni)
- Avventura nello spazio (Dai 6 ai 10 anni)
- Nel Mondo della Musica (Dai 5 ai 9 anni)
- Agenti segreti e detective (Dai 6 ai 10 anni)

### Versione americana
- Amazing World Records
- Careers & You
- Count on It!
- Fun and Games
- Geography & You
- Safety First